# تشيلمان أريسمان
تشيلمان أريسمان (ولد في 5 أغسطس 1960 في يوجياكارتا بإندونيسيا) دبلوماسي إندونيسي. منذ 20 أكتوبر 2012 تم تعيينه السفير المقيم الأول لجمهورية إندونيسيا لدى مملكة البحرين. قبلها كان يشغل منصب القنصل العام لجمهورية إندونيسيا إلى بينانق في ماليزيا.
في عام 1984 تخرج من كلية الاقتصاد بالجامعة الإسلامية الإندونيسية في يوجياكارتا. متزوج من سونار راتناواتي وأنجب ثلاثة أطفال.
خلال أكثر من ثلاثين عام من الخدمة في وزارة الشؤون الخارجية لجمهورية اندونيسيا عمل في سفارات بلاده في جدة بالسعودية ولوس أنجيلوس بالولايات المتحدة وكوالالمبور وبينانغ بماليزيا والبحرين.
تم تعيينه في منصب نائب القنصل في القنصلية العامة الإندونيسية في جدة من 1989 إلى 1993. ترأس في وقت لاحق القنصلية العامة الإندونيسية في لوس أنجلوس للشؤون الاقتصادية من 1995 إلى 1999. ثم تم تعيينه في منصب مستشار قبل أن يصبح وزيرا للمستشار على رأس شعبة الاقتصادية في كوالا لمبور من 2002 إلى 2006. كما شغل منصب القنصل العام إلى بينانغ من سبتمبر 2010 إلى أكتوبر 2012. قبل أن يصبح السفير الإندونيسي إلى البحرين في أكتوبر 2012 حتى الوقت الحالي.
عمل محليا في مقر وزارة الخارجية في العاصمة جاكرتا. أولى مسئولياته كانت في إدارة التعاون الاقتصادي في البلدان النامية من 1986 إلى 1989. ثم تولى منصب رئيس قسم في إدارة التعاون الاقتصادي المتعدد الأطراف من 1993 إلى 1995. ثم تم تعيينه في منصب نائب مدير التعاون الاقتصادي لدول أسيان من 1999 إلى 2002. كان آخر منصب له هو مدير شركاء الحوار والتعاون المشترك الإقليمي بين دول أسيان من 2007 إلى 2010.
حصل أريسمان على خبرة واسعة في العديد من المؤتمرات الإقليمية والدولية بالإضافة إلى العديد من التعاقدات الثنائية. من بين مشاركاته في المؤتمرات المختلفة: رابطة دول جنوب شرق آسيا (آسيان) وقمة شرق آسيا وحركة عدم الانحياز ومنظمة المؤتمر الإسلامي واللجنة الاقتصادية والاجتماعية لآسيا والمحيط الهادئ وكذلك الاجتماعات الثنائية المختلفة بين إندونيسيا والسعودية والولايات المتحدة وماليزيا والبحرين.